# Тоня Гардінг
Тоня Максін Прайс (Гардінг) (англ. Tonya Maxene Harding; нар. 12 листопада 1970, Портленд, Орегон, США) — американська фігуристка-одиначка та боксерка. У 1991 році виграла чемпіонат США та посіла друге місце на чемпіонаті світу. Друга жінка в історії та перша американка, що виконала потрійний аксель на змаганнях.
Стала відомою після того, як її колишній чоловік Джефф Гіллоулі, вступивши в змову з Шоуном Екардтом і Шейном Стентом, напав на її суперницю Ненсі Керріган на тренуванні під час чемпіонату США 1994 року.

## Життєпис
Тоня Гардінг народилася в Портленді, штат Орегон, в сім'ї Лавонії та Ела Гардінга. Мала зведеного брата Кріса Девісона (помер). Батько мав проблеми зі здоров'ям, через що періодично не міг працювати. Гардінг заявляла, що мати знущалася над нею, мати заперечувала. Вона почала кататися на ковзанах в ранньому віці. Свій перший потрійний лутц Тоня виконала, коли їй було 12. Багато з її одягу для виступів шила матір.
Тоня перестала відвідувати старшу школу на другому курсі, а пізніше приєдналася до GED. Перший гонорар за міжнародні змагання вона отримала, коли вчилася в середній школі.
1990 19-річною одружилася з Джеффом Гіллоулі. Бурхливий шлюб закінчився 1993-го, коли їй виповнилося 22.
23 червня 2010 року одружилася з Джозефом Дженсен Прайсом.
Має астму, проте періодично палить.

## Кар'єра фігуристки
Тоня Гардінг почала сходження до слави в середині 1980-х, кілька разів посідаючи шосте місце на чемпіонаті США 1986 року, потім п'яте (1987 і 1988) і третє (1989). Її обґрунтовано вважали основною претенденткою на титул чемпіонки США 1990 року, бо вона виграла етап гран-прі «Skate America» 1989-го. Але через застуду і астму свою довільну програму вона виконала погано, тому з другого місця після короткої програми впала до підсумкового сьомого. Гардінг прекрасно стрибала і виконувала спіралі, але обов'язкові фігури виходили недостатньо добре.
1991-й рік став найуспішнішим в кар'єрі. Вона вдало виконала свій перший потрійний аксель (лутц) на чемпіонаті США, завоювавши титул і з оцінкою «6.0» за техніку (раніше «6.0» за техніку отримувала Деніз Більманн в 1978). На чемпіонаті світу виконала потрійний аксель в довільній програмі, проте замість потрійного тулупа виконала одинарний, а замість потрійного сальхова — подвійний і посіла друге місце, слідом за Крісті Ямагучі. 
За свою кар'єру Гардінг виконала чотири потрійних акселя: всі 1991 року, коли вона впоралася з кожною спробою — один на чемпіонаті США, ще один на чемпіонаті світу і два восени 1991-го на етапі Гран-прі «Skate America». На останньому змаганні вона:
1. Стала першою жінкою, яка виконала потрійний аксель в короткій програмі,
2. Стала першою жінкою, яка виконала два потрійних акселя на одному змаганні,
3. Стала першою людиною, що виконала каскад з потрійним Акселем (потрійний аксель — подвійний тулуп).

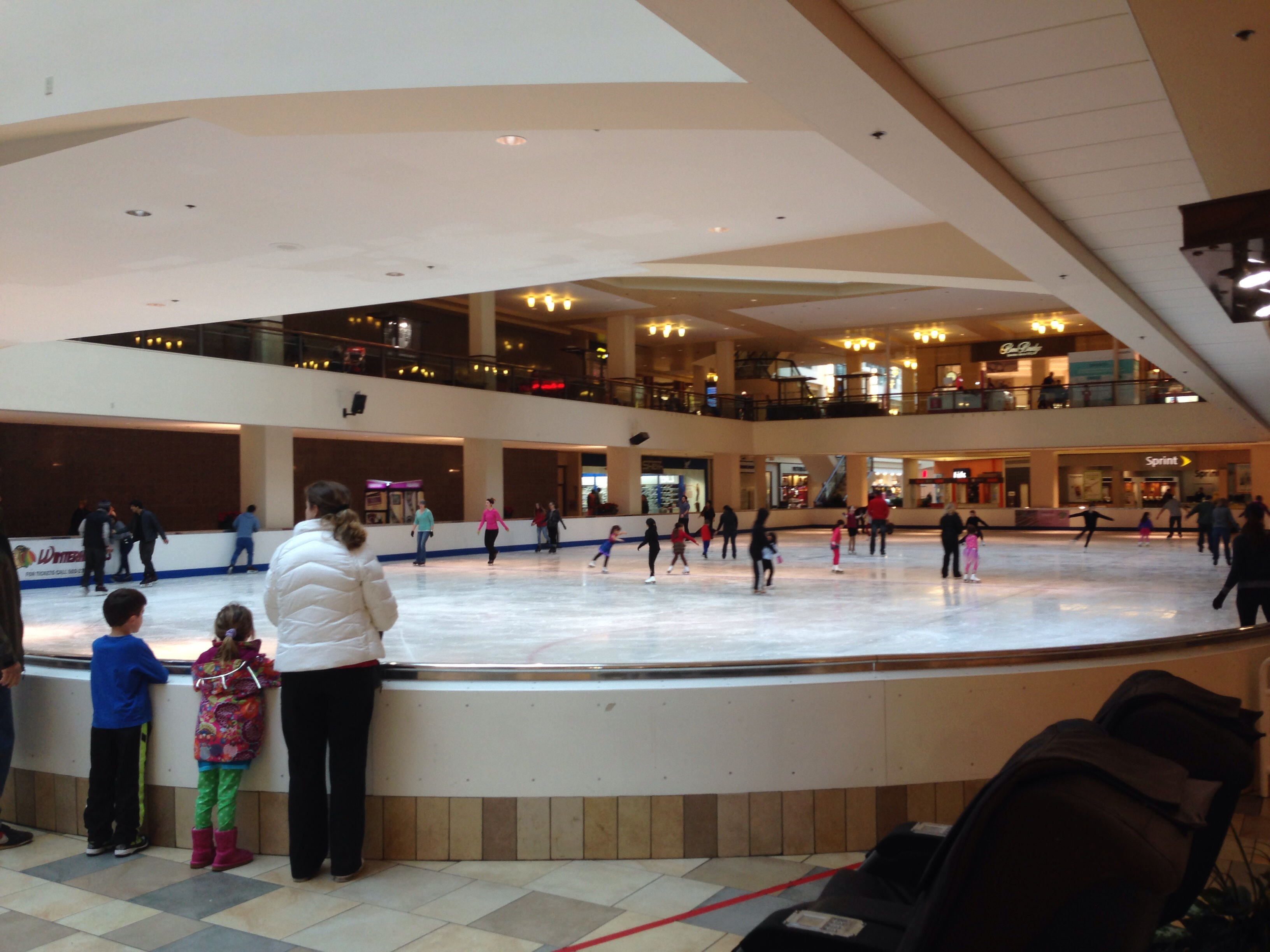
Ковзанка у Портленді, де Тоня почала навчання.

Після 1991 року їй більше жодного разу не вдалося виконати потрійний аксель на змаганнях і її кар'єра пішла на спад.
1992-го Гардінг стала третьою на чемпіонаті США, вивихнувши ногу на тренуванні. Вона стала четвертою на Олімпіаді-1992. На чемпіонаті світу того ж року посіла шосте місце. У наступному сезоні вона показала ще гірший результат (на чемпіонаті США) і не пройшла кваліфікацію для участі в чемпіонаті світу.

### Інциденти
Останні роки аматорської кар'єри Гардінг ознаменовані серією неприємностей і непорозумінь, що давали коментаторам привід говорити, що жодне змагання не обходиться без її витівок.
- Журнал «Skating» повідомляв, що під час проведення турніру «Skate America» в 1991 році перед самим початком виступу Гардінг застрягла в заторі та їй довелося «голосувати», щоб встигнути дістатися іншим шляхом.[4]
- Через затримку літака вона запізно прибула на зимові Олімпійські ігри 1992 року і це вплинуло на її виступ.[5]
- У короткій програмі на чемпіонаті США 1993 року вона попросила у суддів дозволу почати спочатку через костюм, що розстебнувся на спині.[6]
- Того ж року на турнірі «Skate America» Гардінг зупинилася посеред виконання довільної програми і поскаржилася суддям на ковзан, що бовтався. Їй було дозволено продовжити виступ після того, як її ковзани перевірив фахівець.[7]
- На тому ж турнірі, що проходив восени 1993 року, Гардінг скаржилася на біль, викликаний кістою яєчника, яка перебувала на межі розриву і серйозно впливала на її здоров'я.[8]
- В кінці 1993 року Гардінг мала виступати на регіональних кваліфікаційних змаганнях, але перед початком організатори заходу отримали анонімні погрози на її адресу, що змусило Асоціацію фігурного катання США ухвалити рішення про відсторонення Гардінг, не давши їй пройти відбір на національну першість[9].
- Церемонія нагородження на чемпіонаті США 1994 була відкладена, бо ніхто не зміг знайти Гардінг після виступу.
- На зимових Олімпійських іграх 1994 вона пропустила вихід на лід в довільній програмі через заміну порваного шнурка. У неї було мало часу для його повної заміни, і після помилки в першому стрибку вона знову звернулася до суддів із проханням дозволити знайти новий шнурок.[10].

На додаток до інцидентів, що трапилися за успіхами Гардінг 1991 року, вона часто змінювала тренерів (один раз навіть спробувала тренуватися самостійно).

## Напад на Керріган

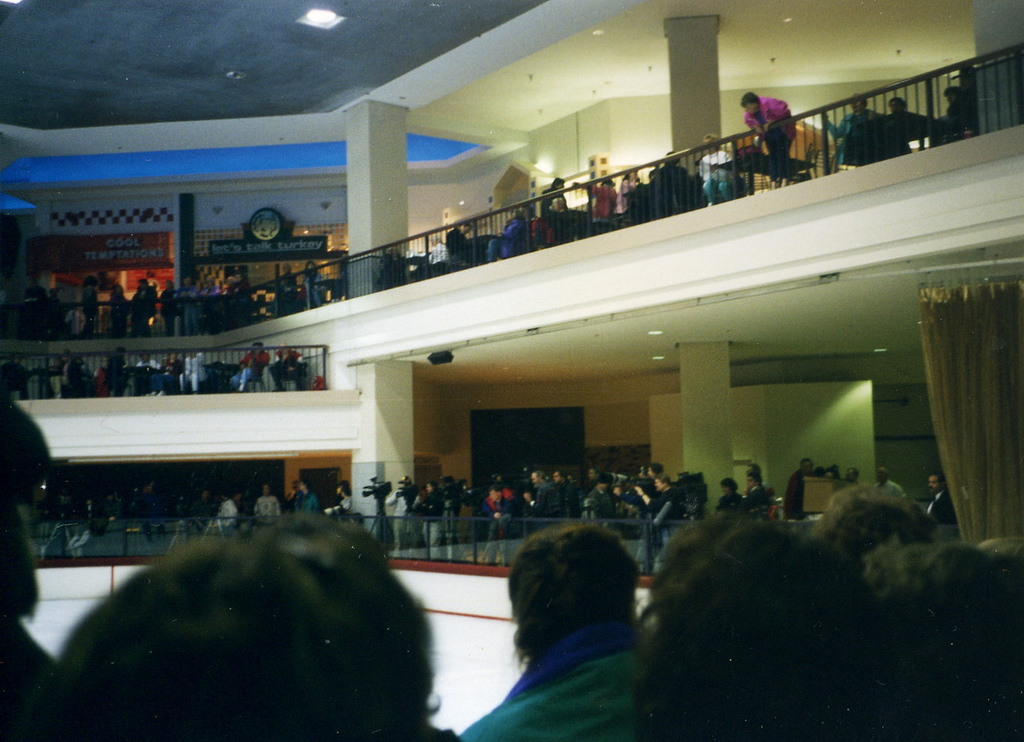
Представники ЗМІ в очікуванні тренування Тоні Гардінг напередодні зимових Олімпійських ігор 1994 року.

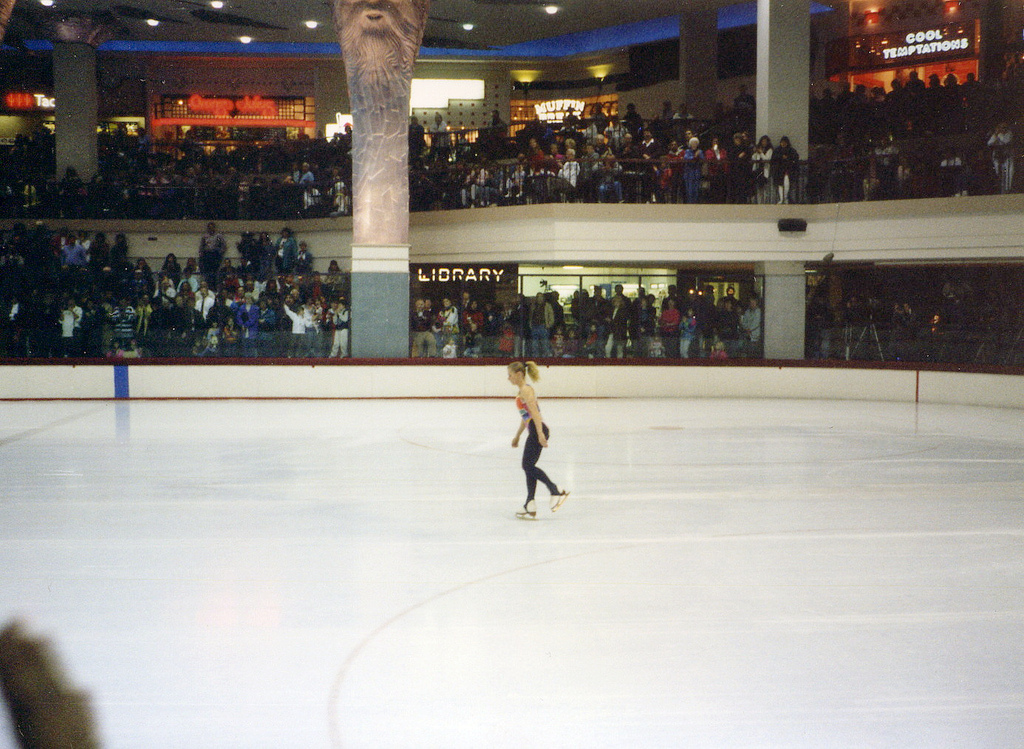
Тоня Гардінг на зимових Олімпійських іграх 1994 року

6 січня 1994 року широко відомий напад на суперницю Гардінг Ненсі Керріган стався на тренуванні перед виступом на чемпіонаті США в Детройті. Її колишній чоловік Джефф Гіллоулі і охоронець Шоун Екардт підмовили Шейна Стента зламати праву ногу Керріган, щоб вона не змогла змагатися. Після того, як Стент не зміг знайти Керріган на ковзанці в Массачусетсі, він поїхав за нею в Детройт і вдарив її поліцейською телескопічною дубинкою в стегно на кілька дюймів вище коліна. Він лише забив ногу фігуристки, а не зламав, але ця травма змусила її відмовитися від участі в національній першості.
Гардінг виграла чемпіонат США і вони обидві, разом з Керріган, потрапили в Олімпійську збірну. Після того, як Гардінг зізналася, що знала про напад, Асоціація фігурного катання США і Національний Олімпійський комітет США ініціювали процедуру виключення Гардінг з команди, але вона зберегла своє місце, пригрозивши почати судовий процес. Вона стала восьмою в Ліллегамері, в той час як Ненсі Керріган (що повністю відновилась після травми) завоювала срібну медаль. При цьому на цих іграх стався інцидент з самою Гардінг — шнурок її ковзана раптово порвався перед виходом на лід для виконання довільної програми.
Напад на Керріган і звістка про плани участі Гардінг викликали справжню бурю в ЗМІ. У січні 1994 року Гардінг потрапила на обкладинки журналів «Time» і «Newsweek». Репортери та знімальні групи теленовин відвідували її тренування в Портленді і розбили табір перед будинком Керріган. CBS доручила журналістці Конні Чанг всюди слідувати за Гардінг у Ліллегаммері. Понад 400 представників преси влаштували тисняву на тренувальній ковзанці в Норвегії. Скотт Гемілтон висловлював невдоволення, що «світова преса прибула на Олімпіаду в гонитві за однією, не пов'язаною з цим заходом, сенсацією». Трансляція запису короткої програми на Олімпійських іграх стала однією з найбільш популярних телевізійних передач в американській історії.
1 лютого 1994 року Джефф Гіллоулі прийняв угоду про визнання провини в обмін на свідчення проти Гардінг. Гіллоулі, Стент, Екардт та їх спільник Деррік Сміт, що чекав у машині, потрапили до в'язниці за цей злочин.
Тоня Гардінг уникла пред'явлення позову і можливого ув'язнення 16 березня, визнавши провину у вступі в змову з нападниками з метою перешкодити їхньому судовому переслідуванню. Як покарання, вона отримала три роки умовно, 500 годин громадських робіт і штраф в розмірі 160 тисяч доларів. В рамках угоди вона була змушена знятися з минулого чемпіонату США і вийти з Асоціації фігурного катання. 30 червня 1994 року, після проведення власного розслідування обставин нападу, Асоціація фігурного катання США позбавила Гардінг титулу чемпіонки США 1994 року і довічно відсторонила її від участі в турнірах, що проводяться Асоціацією, як спортсменки або тренера.
Асоціація фігурного катання зробила висновок, що Гардінг знала про напад до того, як він стався, і проявила «повне нехтування чесністю, хорошою спортивною і етичною поведінкою». Незважаючи на те, що Асоціація фігурного катання США не контролювала ніяких професійних турнірів, Тоня Гардінг стала там «персоною нон грата», бо деякі спортсмени і промоутери не бажали працювати з нею. Внаслідок цього вона не змогла отримати вигоду від буму в професійному фігурному катанні, який пішов за скандалом.
Гардінг відстоювала свою позицію щодо нападу і стверджувала, що відчуває до нього огиду. В знак цього вона зробила татуювання у вигляді ангела на спині. У автобіографії «Записки Тоні», написаній 2008 року, Гардінг стверджує, що хотіла подзвонити до ФБР і повідомити про все, але передумала, коли Гіллоулі нібито пригрозив їй смертю після зґвалтування під дулом пістолета, в якому разом з Джеффом брали участь ще двоє незнайомих їй чоловіків. Гіллоулі, який пізніше змінив ім'я на Джефф Стоун, назвав її твердження «вкрай безглуздими».

## Після 1994 року
Гардінг деякий час брала участь в боях в професійному боксі. 2010 року вона втретє одружилася і 2011-го народила первістка у віці 41 року.

## У кіно
У 2017 році вийшла біографічна стрічка «Я, Тоня», заснована на подіях з життя спортсменки. Роль Гардінг виконали Марго Роббі (у дорослому віці) та Маккенна Грейс (у дитинстві).